# Gent de Compromís
Gent de Compromís (sovint en sigles GdC o Gent Compromís) va ser la facció de la Coalició Compromís que conformaven els anomenats adherits de la coalició. És a dir, els membres afiliats de la coalició que no formaven part de cap partit que forma Compromís (Bloc, Iniciativa o VerdsEquo). Sense estructura fixa fins al novembre de 2015, va ser llavors quan es van dotar d'estructura organitzativa mínima per a dotar de veu a tots els militants de la Coalició Compromís que no pertanyien a cap partit. Van estar organitzats en assemblea oberta sobirana i un Consell de País que el componien una coordinadoria general, una secretaria d'organització, tres àrees de treball i una representació a l'Executiva Nacional de Compromís. Aquesta organització tenia la intenció de mantindre's activa fins que Compromís no esdevinguera un partit. A les Corts Valencianes van ser representats per un diputat per la circumscripció d'Alacant, Josep Nadal i una diputada per la circumscripció de València, Graciela Ferrer.
A la fi de 2016, es queixaren dient que els seus interlocutors no eren reconeguts per la resta dels partits de la coalició. El 2018, una quantitat de membres de GdC passà a ser part del Bloc per a acabar amb la situació anòmala que estava. El 2019 es produí una crisi interna al no superar el seu encaix dins de la coalició valencianista, que portà a alguns destacats militants, alcaldes de diferents poblacions valencianes, a abandonar Compromís i posteriorment el grup va acabar per dissoldre's.